# Delmira Agustini
Delmira Agustini (Montevidéu, 24 de outubro de 1886 — idem, 6 de julho de 1914) foi uma poetisa uruguaia.

## Biografia
Delmira Agustini nasceu e foi criada em uma família de origem italiana que, apesar de conservadora, mimava-a muito. Seu pai era o uruguaio Santiago Agustini (morto em 1925), um dos fundadores da Bolsa de Valores de seu país, e sua mãe, a argentina María Murtfeld Triaca (morta em 1934). Além de compor versos já aos dez anos de idade, Delmira realizou estudos de francês, música e pintura.
Colaborou com a revista La Alborada, bem como na Apolo do poeta Manuel Pérez y Curis. Agustini se tornou parte da chamada Geração de 1900, ao lado de Julio Herrera y Reissig, Leopoldo Lugones e Rubén Darío. Este último ela o considerava seu mestre, e correspondeu-se com ele em diversas cartas. Darío chegou a compará-la com Santa Teresa, dizendo que ela era única, desde a santa, a expressar-se como mulher nas letras hispânicas.
Agustini especializou-se na sexualidade feminina em uma época em que o mundo estava dominado pelos homens e, embora sua poesia esteja repleta de imagens sexuais, nada se encontra na poesia de Agustini de vulgar. Seu estilo pertence à primeira fase do Modernismo, e seus temas tratam da fantasia e de matérias exóticas e eróticas.
Eros, deus do amor, é a fonte de inspiração para os poemas de Agustini sobre os prazeres carnais, sendo protagonista de muitas obras literárias da escritora. Além disso, Los cálices vacíos (1913), sua terceira obra, foi dedicada a Eros e significou sua entrada ao movimento de vanguarda modernista.
No dia 14 de agosto de 1913, Delmira Agustini contraiu matrimônio com Enrique Job Reyes. Porém, devido às inúmeras desavenças conjugais, ela o abandonou apenas um mês e meio depois, divorciando-se em 5 de junho de 1914. Em julho do mesmo ano, ela morreu assassinada por seu ex-marido, que depois cometeu suicídio.

## Obra

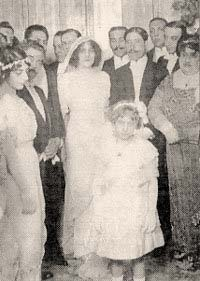
Delmira Agustini e seu marido e assassino, no dia de seu casamento.

A obra de Delmira Agustini se caracteriza por uma forte carga de erotismo. Seus poemas seguem a linha modernista e estão cheios de feminismo, simbolismo e sensualidade.
- El Libro Blanco (1907).
- Cantos de la Mañana (1910).
- Los Cálices Vacíos (1913).
- Correspondencia íntima (1969, póstuma).

Uma edição das suas "Poesias Completas" foi publicada logo após sua morte, em 1924.
- El Rosario de Eros, que iInclui os livros Los Cálices Vacíos e Cantos de la Mañana, além de poemas esparsos.
- Los Astros del Abismo, que inclui poemas esparsos, e alguns poemas de Cantos de la Mañana e de El Libro Branco.

## Memorial
A cidade de Montevidéu conta com um Memorial dedicado a Delmira Agustini e a todas as vítimas de violência de gênero, situado na sua Andes 1206, onde Delmira foi assassinada por seu ex-marido. É uma obra do artista Martín Sastre e foi inaugurada no ano de 2014, quando se cumpriu 100 anos da morte da poeta.
Em 2014 o Centenário de Delmira Agustini foi comemorado em diversas partes do mundo.

## Traduções
- AGUSTINI, Delmira. Líricas: poesias selecionadas. Tradução de Gleiton Lentz. Desterro: Edições Nephelibata, 2005.
- AGUSTINI, Delmira. Alguns cálices d'Os cálices vazios. Tradução de Gleiton Lentz. In. Cadernos de Literatura em Tradução, n. 8, 2007, pp. 179-201.
- AGUSTINI, Delmira. O Rosário de Eros. Tradução de Lucas Zaparolli de Agustini. Ilustrações de Cíntia Eto. São Paulo: Edições sem preço, 2014.[3]
- AGUSTINI, Delmira. Os Astros do Abismo. Tradução de Lucas Zaparolli de Agustini. Ilustrações de Cíntia Eto. São Paulo: Edições sem preço, 2014.
- AGUSTINI, Delmira. O inefável/Lo inefable. Trad. Gleiton Lentz. HQ de Aline Daka. (n.t.) Revista Nota do Tradutor, Fpolis, n. 13, v. 2, dez. 2016, pp. 429-436. ISSN 2177-5141